# Lepidocephalichthys annandalei
Lepidocephalichthys annandalei är en fiskart som beskrevs av Chaudhuri 1912. Lepidocephalichthys annandalei ingår i släktet Lepidocephalichthys och familjen nissögefiskar. IUCN kategoriserar arten globalt som livskraftig. Inga underarter finns listade i Catalogue of Life.